# الهيئة القومية للاستشعار من البعد وعلوم الفضاء (مصر)
الهيئة القومية للاستشعار من البعد وعلوم الفضاء هي المؤسسة المصرية الرائدة في مجال الأقمار الصناعية والاستشعار من البعد. بدأت الهيئة تحت اسم مركز الاستشعار عن بعد في عام 1971 كمشروع أمريكي مصري مشترك تحت إشراف أكاديمية البحث العلمي والتكنولوجيا، وفي عام 1991 صدر قانون إنشاء الهيئة كأحد الجهات التابعة لوزارة التعليم العالي والبحث العلمي لكي تدعم استخدام أحدث تكنولوجيا علوم الفضاء للمساهمة في تقدم البلاد وإدخال قدرات تكنولوجيا عالية في التخطيط الإقليمي وغيرها من التطبيقات.

## القرارات المنظمة
- قرار رئيس الجمهورية رقم 489 لسنة 1991.[4]
- قرار رئيس الجمهورية رقم 261 لسنة 1994.[5]

## الشركات التابعة
- الشركة المصرية لتطبيقات الفضاء والاستشعار عن البعد.[6][7]